# Neoculladia subincanella
Neoculladia subincanella là một loài bướm đêm trong họ Crambidae.